# Wüstung auf dem Starenberg
Die Wüstung auf dem Starenberg ist eine urkundlich nicht belegte (oder gegenwärtig zuzuordnende) Wüstung zwischen den Dörfern  Großwechsungen und Kleinwechsungen im Landkreis Nordhausen in Thüringen, wobei sich alle mittelalterlichen Funde auf Kleinwechsunger Gemarkung befinden.
Die Wüstung war bereits seit 2002 durch eine Begehung von Matthias Seidel und Kurt Lützkendorf bekannt und wurde von Juni bis Dezember 2009 im Vorfeld der Baumaßnahmen zur neuen Trasse der Bundesstraße 243 ausgegraben. Durch die Grabung ergab sich der Nachweis für zwei voneinander unabhängigen Siedlungen.

## Lage und Identität
Die Fundstellen befinden sich auf und um den Starenberg, einem Hügel zwischen dem Unstrut Zufluss Helme und dem Röstegraben:
- Die Siedlung aus der späten Hallstattzeit (um 500 vor unserer Zeitrechnung) lag im unteren Hangbereich des Starenberg
- Die mittelalterliche Siedlung lag an der höchsten Stelle des Starenberg und ist mit keiner der urkundlich belegten hoch- bis spätmittelalterlichen Wüstungen (Unkerode, Klübungen, Lengsfeld, Wiestädt) im Umfeld von Großwechsungen identisch.[1] Die im Jahre 1517 ergänzten vier kleinen Türmchen des ehemaligen Wehrturms der Dorfkirche Peter und Paul (Großwechsungen) sollen in die Richtung der ehemaligen Besiedlungen weisen.

## Fundbewertung der mittelalterlichen Siedlung
Bei den Ausgrabungen 2009 wurden die Reste der mittelalterlichen Wüstung untersucht. Die Siedlungsreste befanden sich unter der Hügelkuppe des Starenberg. Die Archäologen fanden Herdstellen, Grubenhäuser, Keramikreste und vieles mehr. Neunzehn der 29 Großbefunde konnten der hochmittelalterlichen Siedlung zugeordnet werden, u. a. drei Grubenhäuser (in zweien konnte ein Ofen lokalisiert werden), ein Keller (der komplett ergraben wurde), dreizehn weiter Gruben, eine Pfostengrube und Reste eines Laufhorizontes. Zehn weitere Fundplätze (Gruben, Pfosten) ohne nachweisliche Fundreste werden ebenfalls der mittelalterlichen Siedlung zugeordnet. Die Keramikfunde (Kugelbodengefäße) lassen eine Datierung der Besiedlung mindestens vom 11. bis ins 13. Jahrhundert zu. Dabei sind die älteren Funde mit denen der Grasburg in Rottleberode vergleichbar. Kulturell sind die Funde nach Niedersachsen (vor allem den Befunden von Mechelmeshusen und Jühnde) und Nordhessen zuzuordnen und weisen keine Verbindung zu den Keramiken aus dem Thüringer Becken auf. Die durchschnittliche Größe der Grubenhäuser (ca. 12 m²) deckt sich mit den Funden aus Marsleben.
Die Befunde dreier Grubenhäuser lassen aber noch keine definitive Aussage zu, ob dies nur ein besiedelter Hof oder eine kleine Dorfanlage des Mittelalters war.